# Hermann Hänggi
Hermann Hänggi (Mümliswil-Ramiswil, Suïssa 1894 - Burgdorf 1978) fou un Gimnasta artístic suís, guanyador de quatre medalles olímpiques.

## Biografia
Va néixer el 15 d'octubre de 1894 a la ciutat de Mümliswil-Ramiswil, població situada al cantó de Solothurn. Va morir el 21 de novembre de 1978 a la ciutat de Burgdorf, població situada al cantó de Berna.

## Carrera esportiva
Va participar, als 33 anys, en els Jocs Olímpics d'Estiu de 1928 realitzats a Amsterdam (Països Baixos), on va aconseguir guanyar la medalla d'or en el concurs complet per equips i en la prova de cavall amb arcs, la medalla de plata en el concurs compet individual i la medalla de bronze en la prova de barres paral·leles. Així mateix finalitzà quart en la prova de barra fixa, divuitè en la prova de salt sobre cavall i trenta-sisè en la prova d'anelles.